# Джіоти Пандія
Джіоти Пандія (англ. Jyoti Pandya) — індійська жінка-політик з Бхаратія джаната парті і 24-й мер Вадодари.
Під час виборів Пандія була найбільш імовірним претендентом на цю посаду, так як виграла голосування як радник. Пандья, обрана з 8-го відділу, котрий представляє в основному район Карелібаг, є практикуючим лікарем і має великий досвід адміністративної роботи у Бхаратія джаната парті (БДП). Вона також колишній президент жіночого крила БДП (англ. BJP Mahila Morcha).